# Llano megye
Llano megye az Amerikai Egyesült Államokban, azon belül Texas államban található. Megyeszékhelye Llano, legnagyobb városa Llano. Lakosainak száma 21 243 fő (2020. április 1.). Llano megye Blanco, San Saba, Burnet, Gillespie és Mason megyékkel határos.

## Népesség
A megye népességének változása:
| Lakosok száma | 19 360 | 18 988 | 19 148 | 19 444 | 19 796 | 21 243 |
|               | 2010   | 2011   | 2012   | 2013   | 2015   | 2020   |